# ثور (أسطورة)

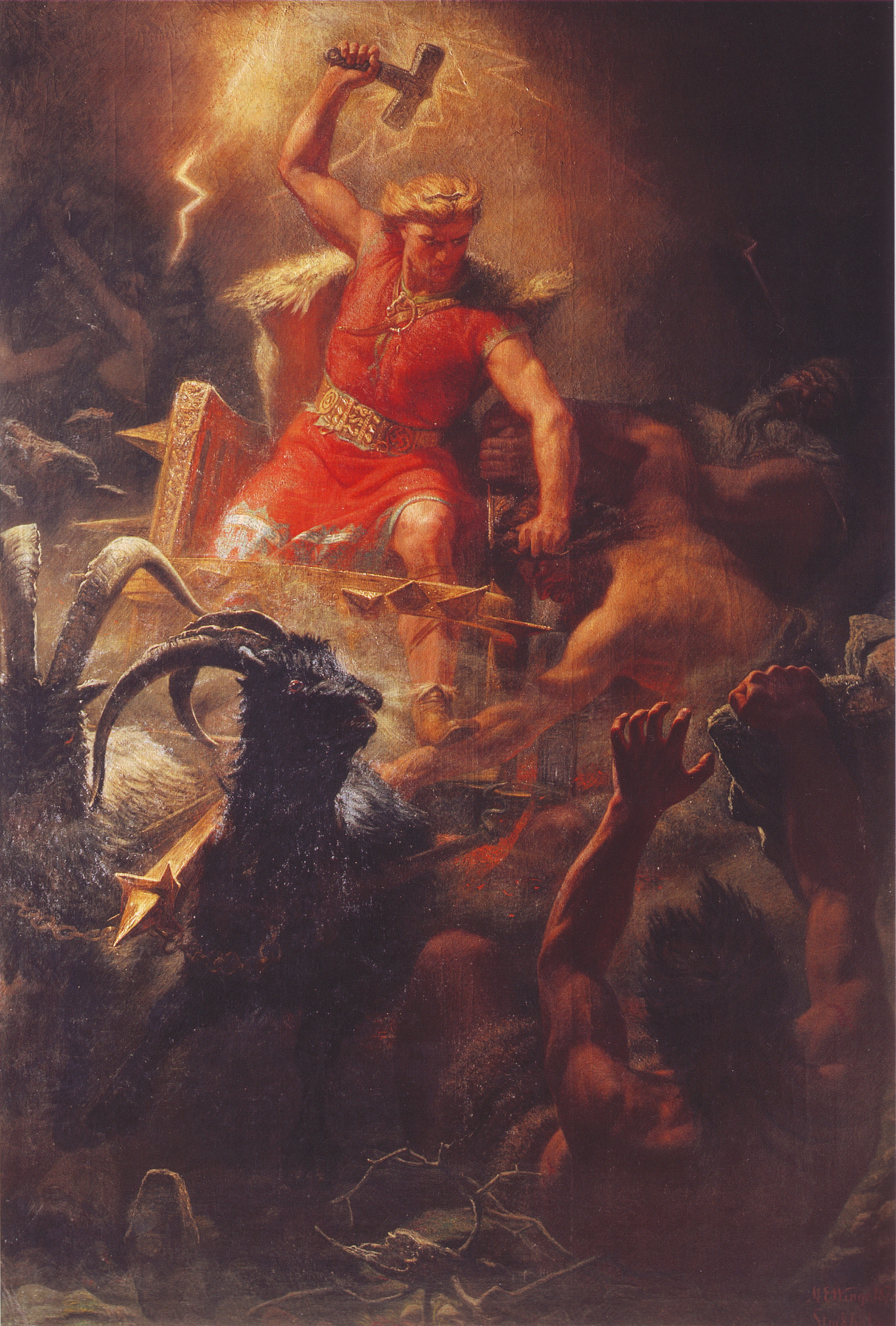
ثور يقاتل العمالقة بريشة مارتن اسكيل وينج. المتحف الوطني السويدي ، ستوكهولم.

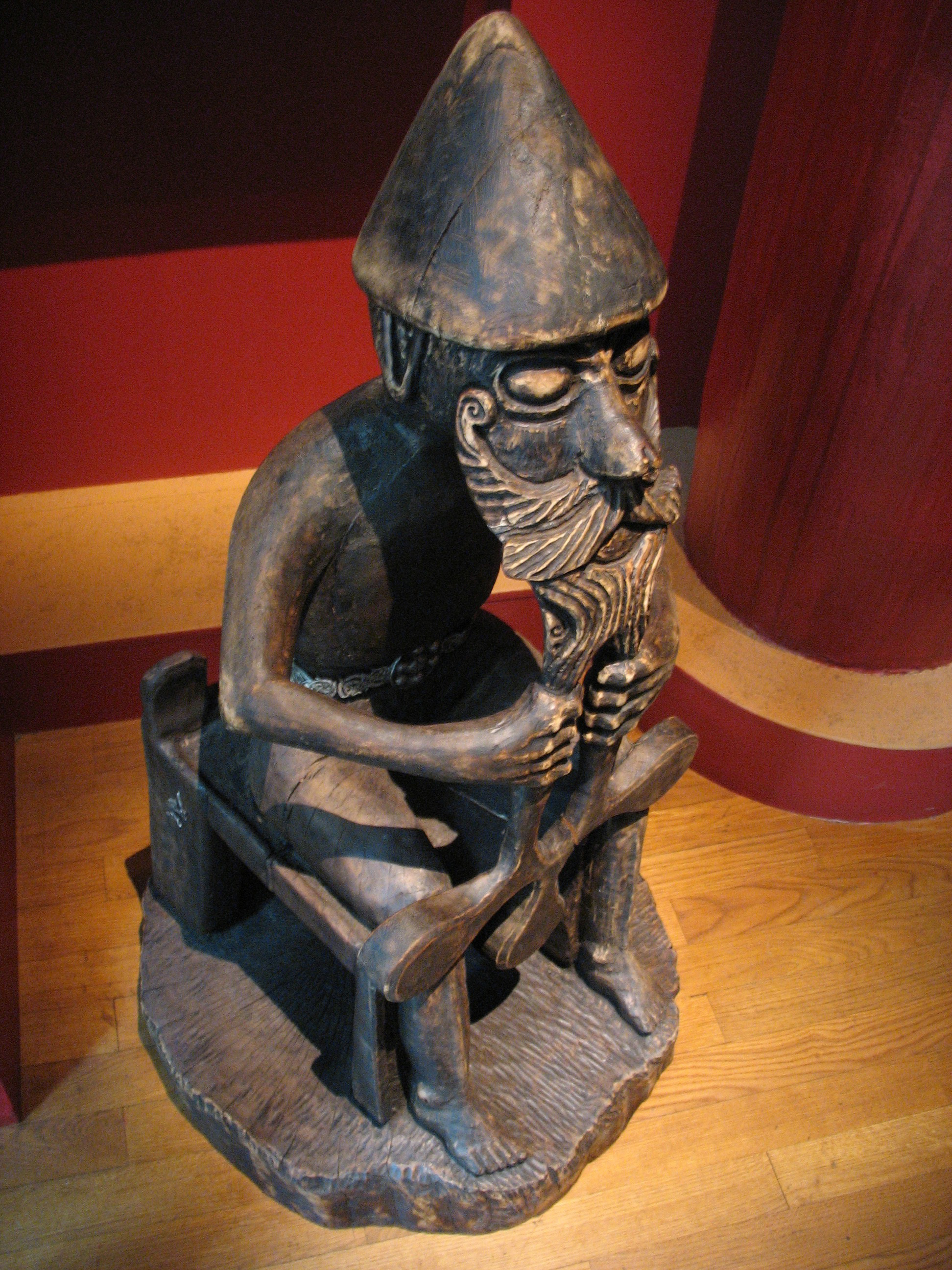
تمثال ثور وهو نسخة حديثة عن التمثال الأصلي

ثور (من النوردية القديمة Þórr) هو أحد شخصيّات الأساطير الإسكندنافية، هو من آلهة الآسر ويحمل مطرقة ويرتبط بالرّعد والبرق والعواصف وأشجار البلّوط وحماية البشريّة والخصوبة. عُرِف هذا الإله في الأساطير والوثنيات الجرمانية الأوسع بأسماء مشابهة مثل ثونر Þunor في الإنجليزية القديمة وهي مشتقة عن الكلمة الجرمانية المشتركة ثونراز Þunraz وتعني «الرعد».
يمكن تتبّع عبادة ثور من الديانات الهندو أوروبية القديمة، وهو إله برز في جميع أنحاء التاريخ المسجل للشعوب الجرمانية، وكذلك من الاحتلال الروماني لمناطق جرمانيا، وإلى التوسعات القبلية من عصر الهجرات، كما زادت شعبيته خلال عصر الفايكنغ، حيث ارتدى الناس شعارات مطرقته، ميولنير، وكانت أسماء الناس الوثنية تتضمن اسمه، وذلك في عصر دخول المسيحيّة من الدول الاسكندنافيّة.
ظلّت آثار ثور موجودة في الفولكلور الريفيّ في أنحاء المناطق الجرمانيّة حتّى العصر الحديث. غالبا ما يشار إلى ثور في أسماء الأماكن، كذلك فإن يوم الخميس في الإنجليزية Thursday يعني «يوم ثور» (من الإنجليزية القديمة Thunresdæg، أو 'يوم ثونور').
قُدِّمت العديد من القصص والمعلومات حول ثور في الأساطير الإسكندنافيّة، والتي سجل أغلبها في أيسلندا من الحكايات التقليديّة النابعة من الدول الإسكندنافية. يحمل ثور ما لا يقل عن أربعة عشر اسمًا في هذه المصادر، وذكر أنه زوج الإلهة سيف ذات الشعر الذهبيّ، وعشق يارنساكسا من عرق اليوتن، ويوصف شكله عموما بأنه ذو عينين حادتين وأحمر الشعر واللحية. أنجب ثور مع سيف الإلهة ثرور Þrúrr؛ وأنجب من يارنساكسا الإله ماغني؛ كما أنجب الإله موذي من أم لم يسجل اسمها، وأنه هو زوج أم الإله أول. وتذكر نفس المصادر أن ثور هو ابن الإله أودين وتجسيد الأرض، يورذ، وله عدة إخوة من أودين. ثور لديه خادمان، ثيالفي وروسكفا، ويركب عربة تجرها ماعزتان، تانغريسنير وتانغوستوستر، وأنه يأكل العنزتين ويبعثهما من جديد، وتنسب له ثلاث مساكن (بيلسكيرنير، ثرودهايم، ثرودفانغ). يحمل ثور مطرقة ميولنير التي تحطّم الجبال، ويرتدي حزام ميغينغيورد وقفازات يارنغريبر الحديديّة، ويملك عصا غريذارفولر. وسجّلت لثور عدّة معارك، بما في ذلك قتله لخصومه ومعركته الشرسة مع الثعبان يورمونغاند ووفاتهما معا خلال أحداث راكناروك – وتظهر هذه الحكايات في أغلب مصادر الأساطير الإسكندنافية.
ألهم ثور العديد من الأعمال الفنّيّة وتظهر الإشارات إلى ثور في الثقافة الشعبيّة الحديثة. تم إحياء عبادة ثور في مثل غيره الآلهة الجرمانيّة الأخرى في العبادات الوثنيّة الحديثة.

## الاسم
اسمه بالنورديّة القديمة ثور Þórr، بالإنجليزيّة القديمة ذونور ðunor، الألمانيّة القديمة دونر Donar، بالساكسونيّة القديمة ثونار، ويالفريزيّة القديمة ثونر وهي معادلات داخل فروع اللغات الجرمانية المشتقّة الجرمانيّة القديمة þunraz أو الرّعد.
اسم الإله هو أصل اسم يوم الخميس في أغلب اللغات الجرمانيّة. اعتمدت الشعوب الجرمانيّة التقويم الأسبوعيّ الرومانيّ، واستُبدِلت أسماء الآلهة الرومانيّة بآلهتهم. حُوِّل يوم dies Iovis اللاتيني (يوم جوبيتر) إلى Þonares dagaz («يوم ثور»).
ابتداءً من عصر الفايكنغ، تم تسجيل الأسماء الشخصيّة التي تشمل اسم ثور بكثرة. لم تسجل أمثلة على هذا قبل عصر الفايكنج. ويحتمل أن هذا الأمر شاعَ كردٍّ على انتشار المسيحيّة، ومن الأمثلة أيضًا ارتداء قلاداتٍ عليها مطرقة ثور.

## معرض صور

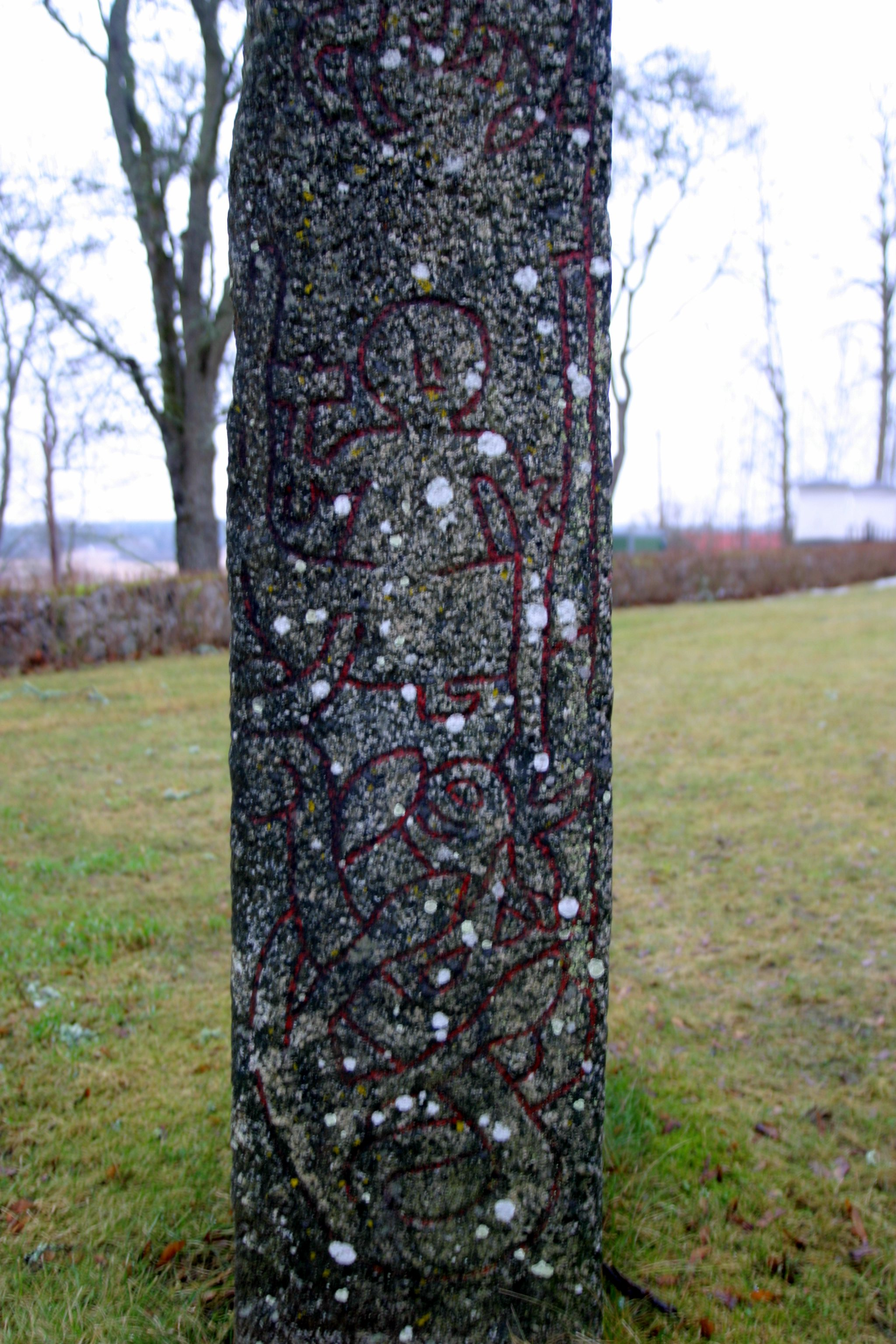
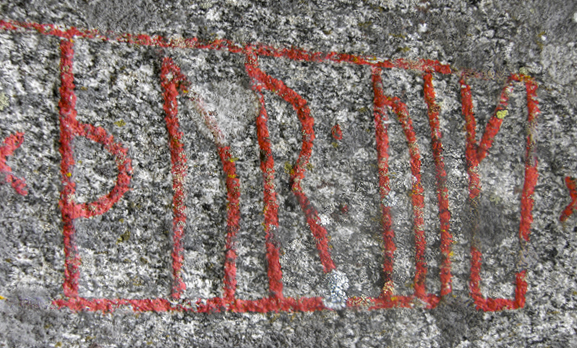
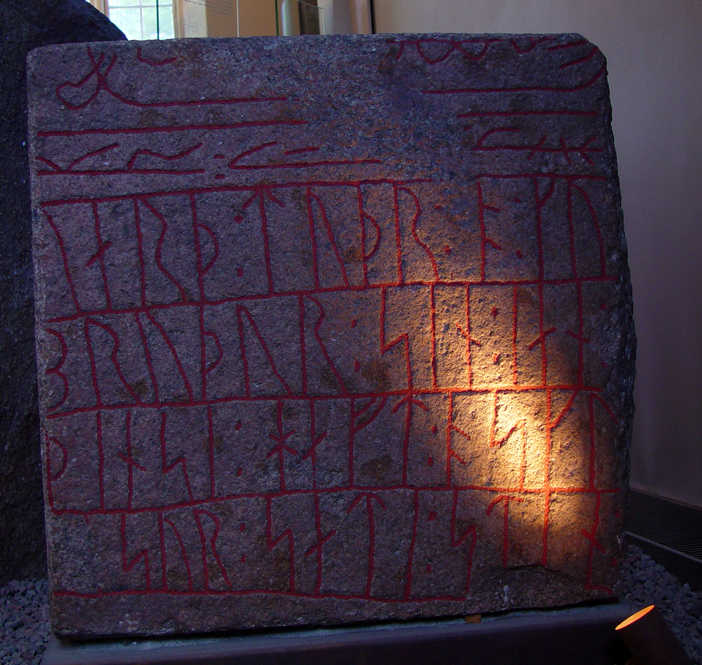
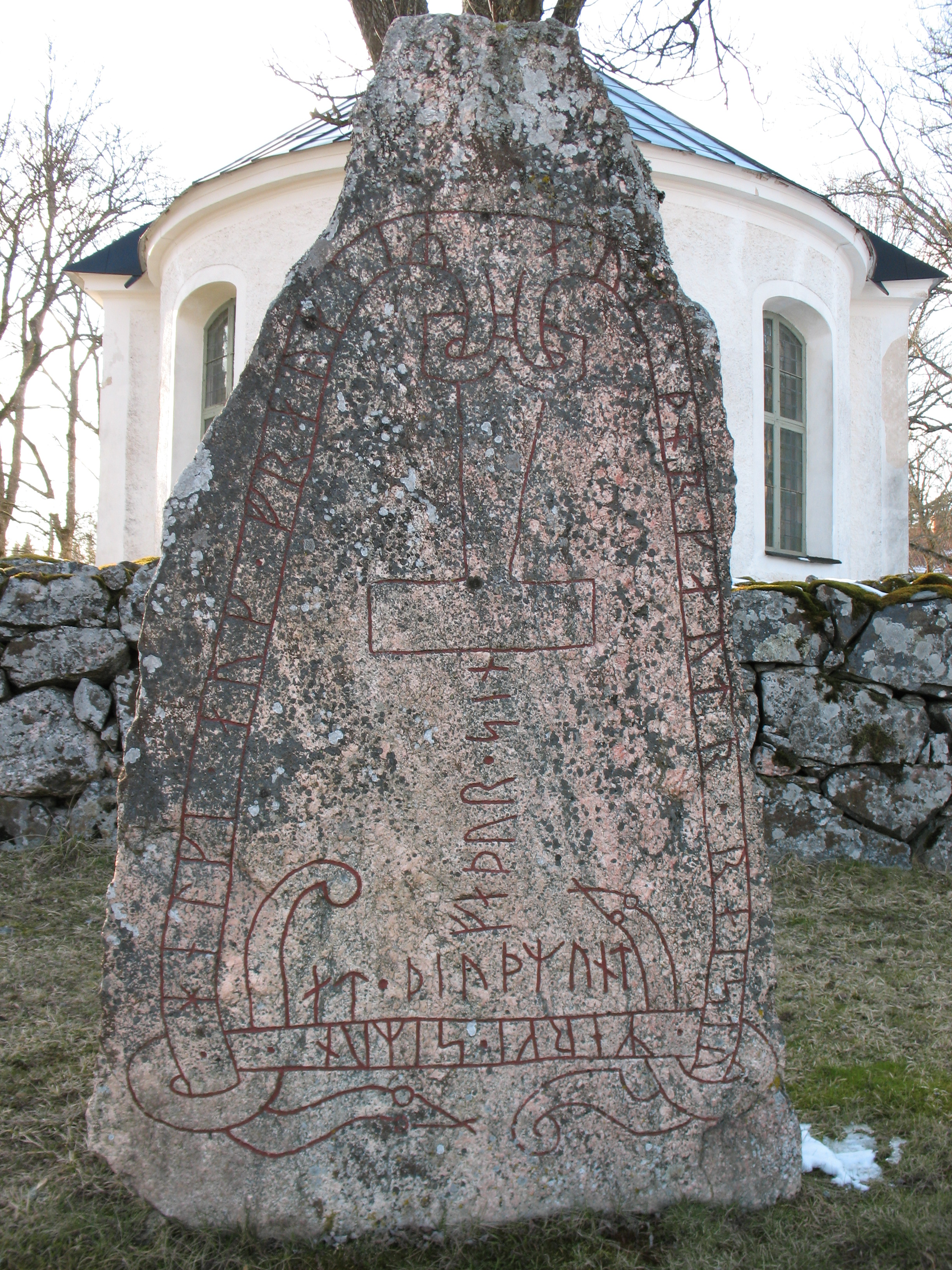
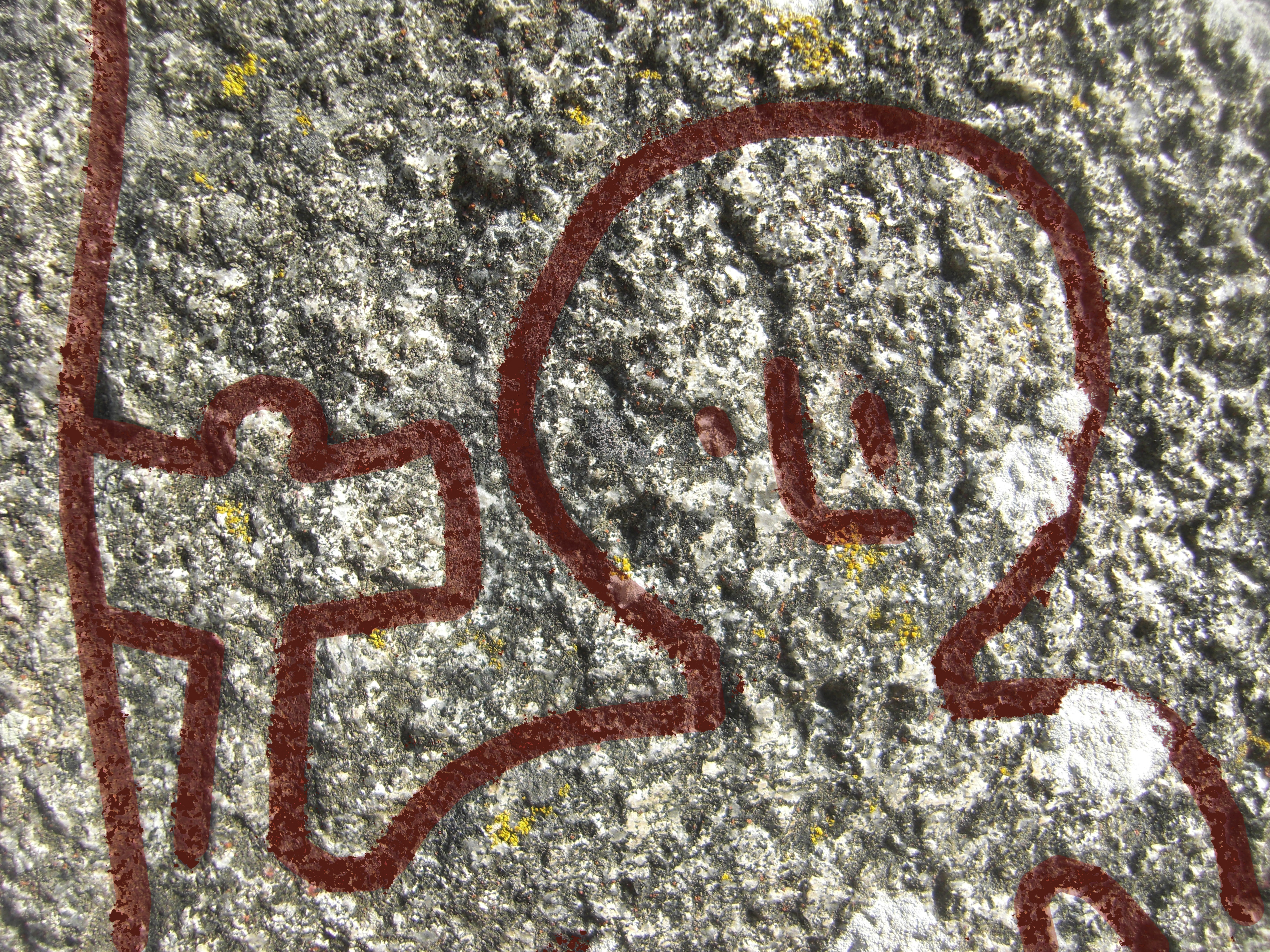
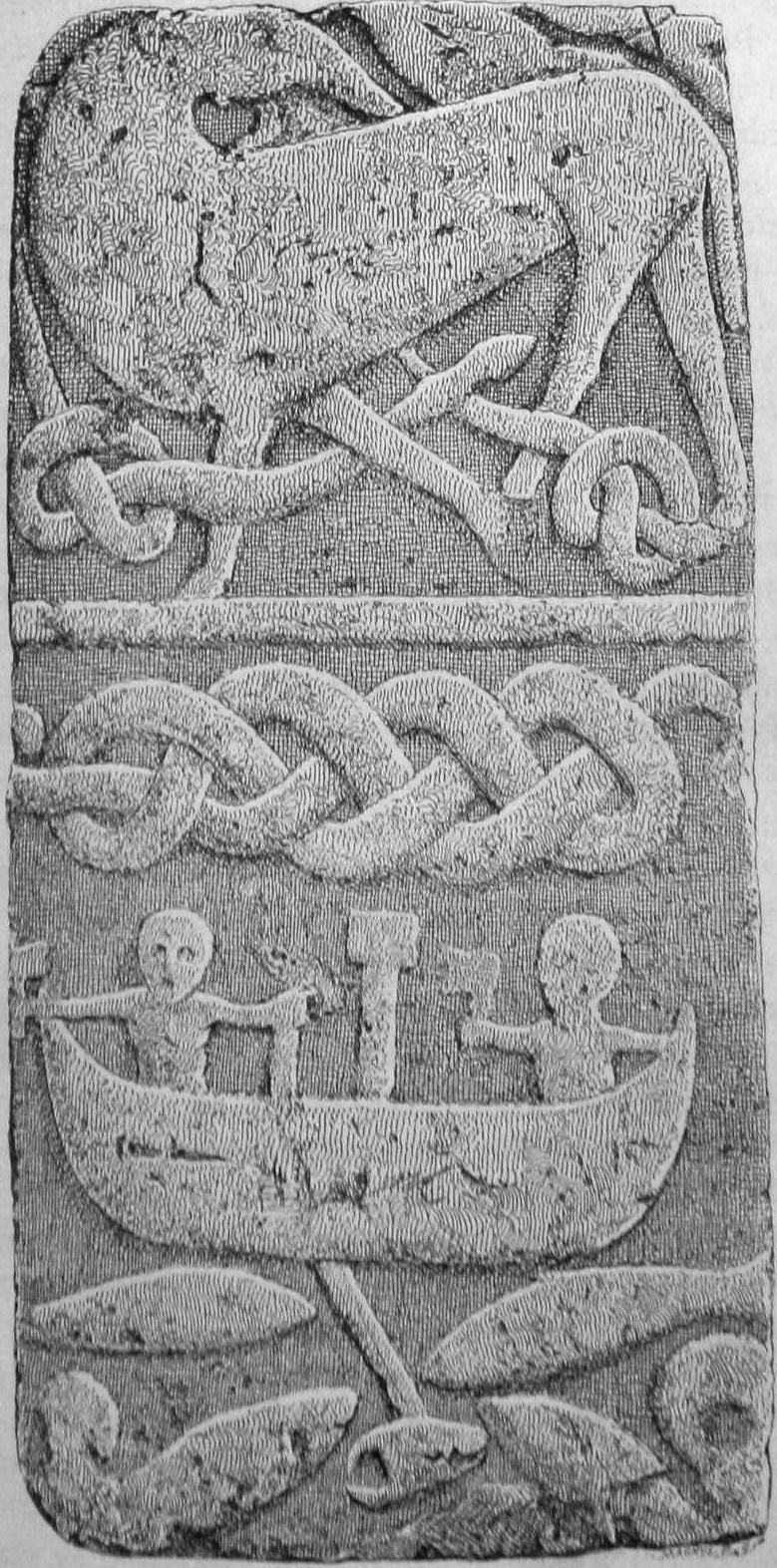

## اقرأ أيضا
- أول رب أحذية الثلج والصيد والقوس والدرع